# Claire Dames

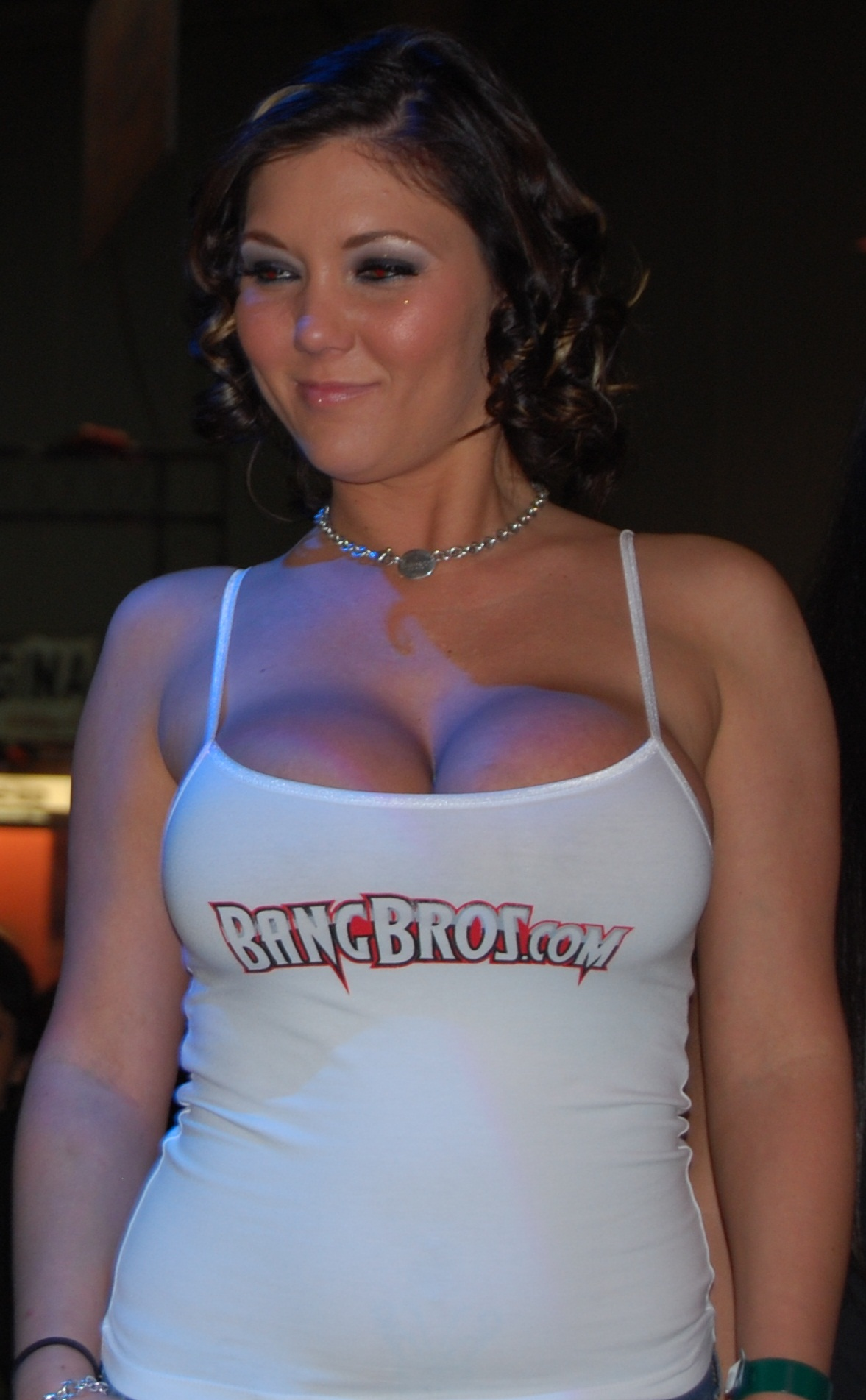
Claire Dames, 2008

Claire Dames (* 13. August 1981 als Tasia Nicole Turner in Alameda County, Kalifornien) ist eine US-amerikanische Pornodarstellerin.

## Leben
Claire Dames gab 2007 ihr Debüt in der Pornobranche. Seitdem hat sie in über 142 Filmen mitgespielt. Außerdem hat sie zahlreiche Szenen bei Brazzers, Hustler und anderen Porno-Websites. Sie wird auf AVN.com in 185 Artikeln erwähnt. Neben ihrer Filmarbeit hat sie diverse Foto-Shootings gemacht, unter anderen für Penthouse.
2008 nahm sie an einer Party des Event-Veranstalters Sexopolis am Sunset Strip in Hollywood teil. Als Teil der Party wurden im Namen der Porno-Website iPorn.com die Tongue in Cheek Sunset Strip Porn Awards (deutsch „Ironische Sunset Strip Porno-Auszeichnungen“) vergeben, unter anderem für den Prettiest Penis (deutsch „Hübschesten Penis“) und die Puffiest Nipples (deutsch „Geschwollenste Brustwarzen“). Letztere „Auszeichnung“ erhielt Claire Dames.
Dames hat vergrößerte Brüste und verschiedene Tattoos. Im Juli 2009 wurde sie gemeinsam mit zwei weiteren Darstellerinnen und drei Mitgliedern der Filmcrew bei Außenaufnahmen zu Fuck Team 5 in Los Angeles wegen unzüchtigem Verhalten verhaftet.

## Filmografie (Auswahl)
- 2007: Big Wet Asses 12
- 2007: Big Wet Tits 5
- 2008: Doctor Adventures Vol. 1
- 2008: Night of the Giving Head
- 2008: Boob Bangers 5
- 2008: POV Jugg Fuckers 1
- 2008: Jerkoff Material 1
- 2008: Jack’s Big Tit Show 8
- 2008: Big Butts Like It Big
- 2009: Celebrity Pornhab with Dr. Screw
- 2009: Curvy Girls 3
- 2010: Busty Bartenders
- 2011: Big Tits in Uniform Vol.4

## Nominierungen für Branchenauszeichnungen
- 2008: AVN-Award Nominierung – Best Oral Sex Scene, Video in Sperm Splattered 4
- 2009: AVN-Award Nominierung – Best Supporting Actress in Night of the Giving Head